# Pteronura brasiliensis
La nutria gigante, lobo gargantilla, arirai o ariray (Pteronura brasiliensis) es una especie de mamífero carnívoro de la familia Mustelidae. Habita en Sudamérica. Es la única especie de su género.
A diferencia de los otros mustélidos es una especie social, con grupos familiares que suelen tener de tres a ocho miembros. Estos grupos están basados en una pareja reproductora dominante y son extremadamente unidos y cooperativos. A pesar de ser una especie por lo general pacífica es territorial y se ha observado agresión entre los diferentes grupos. La nutria gigante tiene hábitos diurnos y se le ve activa durante todo el día. Es la especie de nutria más ruidosa y se han documentado vocalizaciones que indican alarma, agresividad y tranquilidad. 
La especie habita principalmente sobre el lecho del río Amazonas y en el Gran Pantanal. En las últimas décadas su rango de distribución se ha reducido considerablemente y su ubicación se ha tornado discontinua. A raíz de la caza para aprovechar su piel, la cual fue más acentuada en las décadas de 1950 y 1960, la población disminuyó considerablemente. Desde 1999, la especie fue catalogada en peligro de extinción; los cálculos poblacionales por lo general estiman un número inferior a los 5000 individuos en su medio natural. La degradación y pérdida del hábitat se convirtió en la principal amenaza tras la suspensión de la caza. Se encuentran pocos individuos en cautiverio; en 2003, solo 60 animales de hallaban cautivos. La Guayana es el último gran reservorio para la especie.
La nutria gigante muestra una variedad de adaptaciones adecuadas para un estilo de vida anfibio, las cuales comprenden un pelaje excepcionalmente denso, una cola fuerte en forma de ala y pliegues interdigitales en los miembros. La especie prefiere los ríos y arroyos de agua dulce, los cuales normalmente se desbordan durante la temporada de lluvias; también pueden ubicarse en lagos y manantiales. Construyen asentamientos despejando grandes áreas de vegetación en lugares aledaños a los sitios donde pescan. La nutria gigante se alimenta principalmente de pescado, en particular caraciformes (como las pirañas) y bagres; también puede comer cangrejos. No tiene depredadores naturales de importancia (la amenaza más grande fueron y siguen siendo los humanos), aunque debe competir por recursos alimenticios con otras especies como el lobito de río y varias especies de yacarés.

## Nombres comunes
A la nutria gigante se le denomina también lobo del río y perro de agua. Este último fue usado con mayor frecuencia por los exploradores del siglo XIX y principios del siglo XX. Los tres nombres se utilizan tanto en español como en portugués, con algunas variaciones dependiendo de la región. Otros nombres utilizados son: principalmente en Brasil, ariraí o ariranha, en Argentina lobo gargantilla o ariray, en Uruguay lobo corbata,  y en el Paraguay ariray. Entre el pueblo achuar es conocida como wankanim y hadami entre los sanumá. El nombre del género, Pteronura, procede de la palabra griega antigua pteron/πτερον (pluma o ala) y ura/ουρά (cola), haciendo referencia a la forma distintiva de su cola que se asemeja a un ala.

## Taxonomía y evolución
La especie forma parte de la subfamilia Lutrinae dentro de los mustélidos y es el único miembro del género Pteronura. Según lo publicado en Mammal Species of the World existen dos subespecies, P. b  brasiliensis y P. b. paraguensis. La subespecie P. b. brasiliensis se distribuye al norte del área de distribución de la especie en las cuencas del Orinoco y Amazonas, y en las Guayanas; mientras P. b. paraguensis se distribuye al sur de su rango, ocupando regiones de Paraguay, sur de Brasil y noreste de Argentina); sin embargo, es posible que la especie haya desaparecido en muchos de estos sitios. Según lo publicado en la Lista Roja de la UICN, se considera que la presencia de la especie en Argentina y Uruguay es incierta. En el caso de Argentina, se han descubierto reductos de población en algunos lugares. Se supone que la subespecie P. b. paraguensis es más pequeña y gregaria que P. b. brasiliensis, con diferencias en la dentadura y la morfología del cráneo. Sin embargo, desde 1997 se puso en duda la existencia de subespecies, teniendo en cuenta que la clasificación sólo fue evaluada en una ocasión en 1968 y que el espécimen tipo P. b. paraguensis era muy similar a P. b. brasiliensis.
Se cree que el género extinto Satherium es el ancestro de la nutria gigante moderna. Este emigró al Nuevo Mundo durante el Plioceno o a principios del Pleistoceno. La nutria gigante habita en América del Sur, donde también se distribuyen 3 de las 4 especies que integran el género Lontra (nutrias): el lobito de río, el huillín y el chungungo, aunque sólo la primera lo hace en simpatría con la nutria gigante. El chungungo parece haber evolucionado en forma independiente a sus congéneres del género Lontra sudamericanos. La nutria lisa (Lutrogale perspicillata), que habita en Asia, es la especie existente más emparentada con la nutria gigante. Se ha documentado una similitud marcada entre la nutria gigante y esta especie: las dos muestran semejanza en la morfología craneana; poseen comportamiento similar, tanto en las vocalizaciones como en los fuertes vínculos de pareja y el padre participa en la crianza de los cachorros.
Un análisis filogenético en 1998 encontró que esta especie es la más divergente dentro de la familia de la nutrias, ya que se separó de esta formando un clado distinto hace unos 10 a 14 millones de años. También se sugirió que la especie es un miembro basal entre las nutrias, e incluso podría estar poco emparentada con ellas, al separarse antes que otros mustélidos como el armiño, turones y el visón. En 2004, de acuerdo a estudios de secuenciación de ADN en mustélidos, se ubicó la divergencia de la nutria gigante un poco más tarde, entre hace 5 y 11 millones de años. Bajo esta nueva evidencia el árbol filogenético coloca al género Lontra como el primero en separarse y Pteronura como el segundo; sin embargo, los rangos de divergencia se superponen.

## Descripción

### Características generales
La nutria gigante se distingue fácilmente de las otras por sus características morfológicas y de comportamiento. Es la especie más larga entre los mustélidos, sin embargo, la nutria marina del Pacífico Norte puede ser más pesada. La longitud en las hembras oscila entre 1,5 y 1,7 m. La cola puede representar hasta 69 centímetros de la longitud total del cuerpo. El peso oscila entre 32 y 45,3 kg para los machos y entre 22 y 26 kg en las hembras. Los primeros reportes sobre el tamaño, basados en pieles y animales vivos, sugerían la existencia de animales excepcionalmente grandes de hasta 2,4 m de longitud. Es posible que la reducción posterior en el tamaño, sea consecuencia de la selección a la que fue sometida la especie durante los años que se le cazó intensamente, reduciendo con ello la posibilidad de supervivencia de ejemplares grandes.[cita requerida]
Esta especie posee el pelaje más corto entre las nutrias; el color varía entre marrón claro y café muy oscuro, pero también puede ser de color rojizo o leonado y parece casi negra cuando está mojada. El pelo es extremadamente denso; la capa externa de pelo atrapa el agua manteniendo seca la capa más interna. La capa externa tiene aproximadamente 8 mm de espesor, cerca de dos veces el de la capa interna. El aspecto aterciopelado hizo que la piel de esta especie fuera muy codiciada por los comerciantes de pieles y se convirtió en la principal causa de su declinación. Tiene una mancha en el cuello, que varía entre color crema y blanco; la forma de esta mancha es única para cada individuo, lo que permite reconocerlas a simple vista o con ayuda de técnicas como la fotoidentificación o videoidentificación.

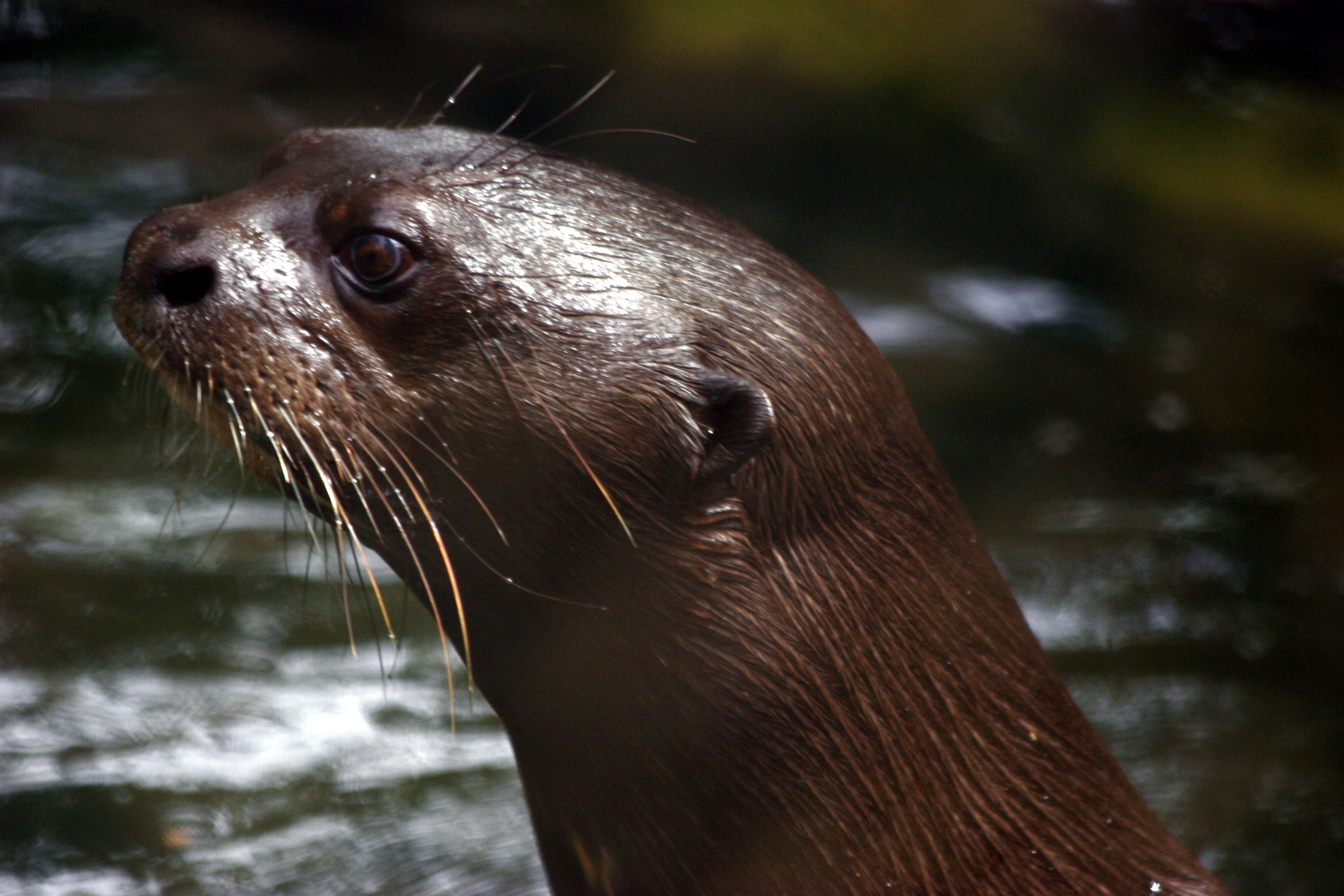
Cabeza de una nutria gigante en el Museu Paraense Emílio Goeldi.

El hocico de esta especie es corto y en conjunto con el resto de la cabeza le confiere a esta un aspecto ovalado. Las orejas son pequeñas y redondeadas. La nariz está complemente cubierta de pelo, a excepción de las narinas. Posee además vibrisas muy sensibles que le permiten detectar cambios en la presión del agua y corrientes, lo que le ayuda a localizar presas. Los miembros son cortos y gruesos, y terminan en grandes pies palmeados con garras afiladas. Poseen membranas interdigitales en sus patas, las cuales utilizan para maniobrar e impulsarse durante el nado lento. Para nadar más rápido se impulsan exclusivamente con la cola. Por el hecho de estar bien adaptada a la vida acuática, puede ocluir las orejas y nariz mientras permanece bajo la superficie.
Su visión no se ha estudiado directamente, pero los estudios de campo sugieren que el animal caza principalmente con la vista. Sobre la superficie del agua es capaz de reconocer observadores a gran distancia. Debido a que se muestra activa exclusivamente durante el día, se supone que su visión es aguda y la utiliza para cazar y evitar depredadores. En las otras especies de nutria la visión es normal o es ligeramente miope, tanto en la tierra como en el agua. La audición es aguda y el sentido del olfato excelente.

### Vocalizaciones
La nutria gigante es un animal especialmente ruidoso, con un complejo repertorio de vocalizaciones. Las otras especies de nutria también emiten sonidos, pero la nutria gigante puede ser la más vocal, tanto en frecuencia como en volumen. Se identificaron nueve sonidos diferentes, con subdivisiones adicionales, dependiendo el contexto. Rápidos HAH!, ladridos y resoplidos explosivos sugieren un interés inmediato y posibles peligros. Puede usar gritos vacilantes en acometidas fingidas contra intrusos y usa un gruñido de tono bajo como advertencia de agresión. Puede emitir sonidos, dirigidos a otros grupos, como aviso de avanzadas no hostiles; sin embargo, la evidencia al respecto es limitada. Los recién nacidos emiten chillidos para solicitar la atención de sus padres, mientras que los individuos jóvenes emiten aullidos y gemidos cuando empiezan a participar en actividades de grupo.

### Estructura social
La nutria gigante es un animal muy social y convive en grupos familiares. Estos grupos tienen desde 2 hasta 20 individuos y con mayor frecuencia están integrados por entre tres y ocho animales. La observación incidental de grupos más grandes refleja la presencia de dos o tres grupos familiares que se reúnen para alimentarse. Los grupos son muy unidos; las nutrias duermen, juegan, viajan y comen juntos.

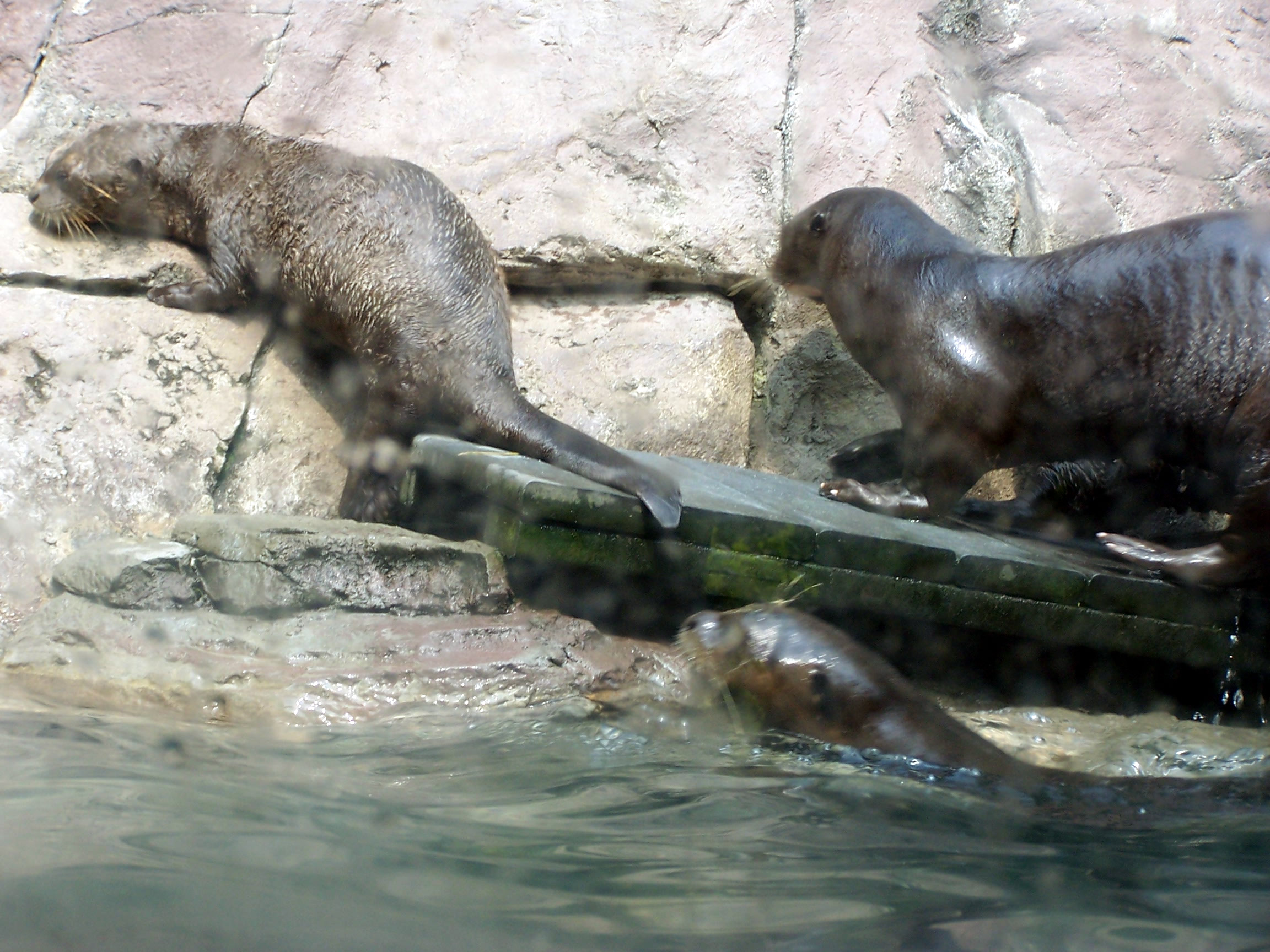
Dos nutrias gigantes abandonan un estanque en el zoológico de Filadelfia. La especie es muy social, lo que es raro para un mustélido, y los grupos familiares permanecen muy unidos.

Los miembros del grupo coordinan sus actividades alrededor de la pareja reproductora dominante. La especie es territorial y los grupos marcan los asentamientos con sus excrementos, secreciones glandulares y vocalizaciones. Se ha documentado al menos un caso de cambio de macho dominante; el mecanismo por el cual se produce el cambio no se ha establecido. Se ha sugerido una división entre animales «residentes», los cuales están establecidos en grupos y territorios definidos, y «transeúntes», ejemplares nómadas y solitarios; estas categorías parecen no ser rígidas, puesto que ambos estados parecen hacer parte del ciclo de vida natural de la nutria.
Se han documentado actos de agresión entre individuos de la especie (agresión intraespecífica). La defensa contra intrusos parece ser cooperativa: mientras que son los machos adultos los que normalmente se ocupan de los encuentros agresivos, se han registrado casos de hembras alfa que forman grupos de vigilancia. En el Pantanal brasileño se observó una lucha en la cual tres animales atacaron a un ejemplar solitario cerca de un límite territorial. También en Brasil, se documentó el hallazgo de un cadáver con indicios claros de ataque por parte de otras nutrias, incluyendo mordeduras en el hocico y genitales, patrón de ataque similar al que se ha observado en ejemplares cautivos. La agresión intraespecífica, frecuente entre los depredadores, es rara entre los mustélidos; sin embargo, su presencia en la nutria gigante parece deberse a sus complejas relaciones sociales, caso también inusual entre los mustélidos. La capacidad de mostrar un comportamiento agresivo no debe ser exagerada en la especie; los investigadores enfatizan que, incluso entre grupos, generalmente se adoptan mecanismos para prevenir conflictos. Dentro de los grupos los animales son pacíficos en extremo y cooperativos. Las jerarquías dentro de los grupos no son rígidas y comparten funciones con facilidad.

### Reproducción y ciclo vital
No existe información detallada sobre los hábitos reproductivos y ciclo vital de la nutria gigante. La información disponible está basada en animales cautivos. Las hembras parecen parir sus crías durante todo el año, sin embargo, en la naturaleza el pico de nacimientos ocurre durante la temporada de sequía. Los ciclos estrales se completan cada 21 días y las hembras son receptivas sexualmente entre el tercer y décimo día. Estudios en animales cautivos han demostrado que solo los machos inician la copulación. En el zoológico Tierpark Hagenbeck de Alemania se ha documentado que existe elección individual de pareja y uniones de larga duración. La copulación sucede con mayor frecuencia dentro del agua. Los periodos de gestación oscilan entre 65 y 70 días y dan a luz entre una y cinco crías con un promedio de dos. Una investigación realizada durante cinco años en el zoológico de Cali en Colombia encontró que el intervalo promedio entre cada parto variaba entre seis y siete meses, pero en caso de perder las crías podía ser más corto y tomar solo 77 días. En libertad se han reportado intervalos más grandes entre cada parto que oscilan entre 21 y 33 meses.
Las hembras dan a luz en madrigueras cerca de las riberas de los ríos y los sitios de pesca. Las crías al nacer están provistas de pelo y son ciegas. Los machos participan activamente en la crianza y los vínculos familiares son fuertes. Los hermanos mayores también participan en la crianza, sin embargo, en las semanas posteriores al nacimiento de la cría pueden abandonar el grupo temporalmente. Los retoños abren sus ojos a la cuarta semana de vida, empiezan a caminar a la quinta, y son capaces de nadar adecuadamente entre las 12 y 14 semanas. El destete ocurre a los nueve meses y empiezan a cazar poco después. El animal alcanza la madurez sexual aproximadamente a los dos años de edad y tanto los machos como las hembras abandonan los grupos de forma permanente a los dos o tres años; en ese momento inician la búsqueda de un nuevo territorio para formar una familia.
La especie es muy sensible a la actividad humana durante la época de crianza de los cachorros. Por ejemplo, ninguna institución ha podido garantizar el cuidado de las crías sin proporcionar las suficientes medidas de privacidad. El estrés que les causa la interferencia visual y acústica de las personas puede terminar en negligencia, abuso, infanticidio y disminución de la lactancia por parte de la madre. En estado silvestre se ha sugerido (pero no confirmado) que la presencia de turistas les causa un malestar similar provocando una interrupción de la lactancia, reducción en la caza y abandono de su hábitat. El malestar que les produce la presencia humana se refleja en una protección intensa hacia los jóvenes; todos los miembros de un grupo pueden agredir a los intrusos, incluyendo a los botes que transportan personas.
La longevidad más alta que se ha registrado en el medio natural es de ocho años. En cautiverio puede incrementarse hasta 17 años, con un récord no confirmado de 19. La especie es susceptible a una variedad de enfermedades como la parvovirosis. Algunos parásitos, como larvas de mosca y una variedad de gusanos intestinales, también afectan a la nutria gigante. Otras muertes ocurren por accidentes, infecciones (por ejemplo, gastroenteritis), infanticidio y ataques epilépticos.

### Alimentación

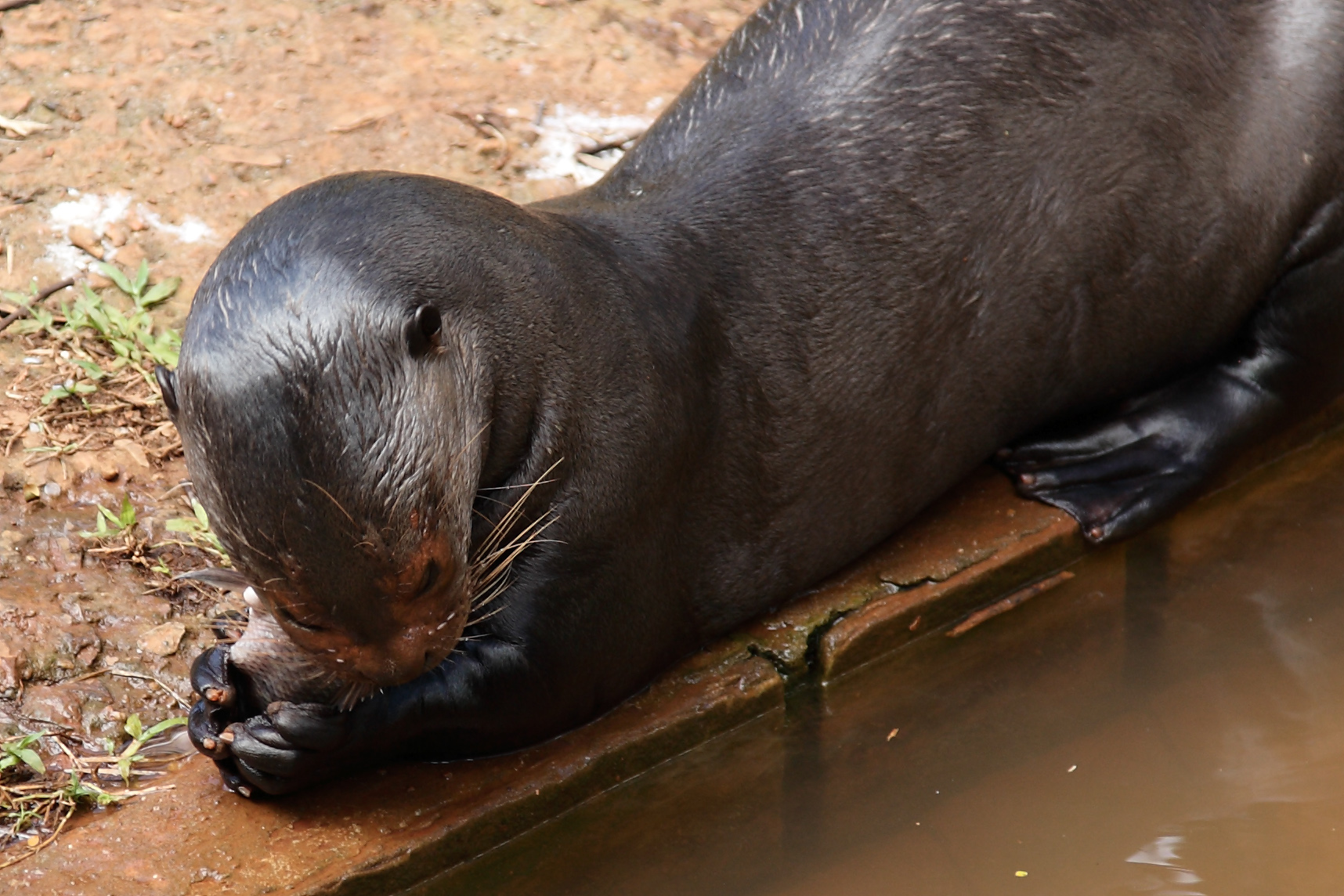
Una nutria gigante en cautiverio alimentándose. Este depredador sujeta la presa entre sus patas delanteras y empieza a consumirla por la cabeza.

La nutria gigante es un superdepredador en su entorno y el estatus de su población refleja el estado de salud de los ecosistemas fluviales. Se alimenta principalmente de peces, como cíclidos, characiformes (como la piraña) y siluriformes. Un estudio de las heces de la nutria gigante en la Amazonía brasilera encontró restos de peces en todas las muestras examinadas. Se halló con mayor frecuencia peces del orden Perciformes, particularmente cíclidos, en un 97 % de las muestra examinadas y Characiformes en el 86 %. Los peces encontrados correspondían a especies de mediano tamaño que parecen frecuentar aguas poco profundas, a las que captura valiéndose de la vista. Las presas halladas son sedentarias y generalmente nadan a corta distancia, lo cual puede ayudar a la depredación por parte de la nutria. Este mustélido parece ser también oportunista, adaptándose a consumir las especies más abundantes de su entorno. Si no existe disponibilidad de peces puede alimentarse de cangrejos, serpientes e incluso crías de caimanes y anacondas.
Puede cazar sola, en parejas o en grupos apoyándose en su aguda visión para localizar las presas. En algunos casos la supuesta caza cooperativa puede ser una observación incidental, debido a que en ocasiones varios individuos pescan en forma individual, pero lo hacen muy cerca unos a otros. La verdadera caza coordinada puede ocurrir cuando una presa grande no puede ser capturada por una sola nutria, como es el caso de la anaconda y el caimán negro. Prefiere capturar peces que se hallan inmóviles en el lecho del río en aguas poco turbias. La persecución de las presas es rápida y turbulenta con arremetidas y giros a través del agua poco profunda; tiene una tasa alta de éxito, pues solo la minoría de los intentos de captura son fallidos. La nutria puede atacar las presas ya sea desde arriba o desde abajo, girando en el último instante para sujetarla en sus fauces. Al capturarla empieza a consumirla de inmediato, empezando por la cabeza, y lo hacen sujetándola con firmeza entre las patas delanteras. Está documentado que los animales en cautiverio consumen alrededor del 10 % de su peso corporal al día (cerca de 3 kg), la misma cantidad descrita en ejemplares libres.

## Ecología

### Hábitat
La nutria gigante es una especie anfibia, pero sus hábitos son principalmente terrestres. Se la encuentra en ríos y arroyos de agua dulce que, por lo general, se inundan estacionalmente. Otros hábitats acuáticos comprenden manantiales de agua dulce y lagos permanentes. Se han identificado dos factores críticos para la selección del hábitat: la cantidad de alimento, la cual parece estar correlacionada directamente con sitios de agua poco profunda; y la presencia de riberas con pendiente baja, buena cubierta vegetal y acceso directo a los sitios de caza preferidos. La nutria parece escoger sectores de agua clara con fondo rocoso de color negro o arenoso, masas de agua rica en sales, y aguas con fondo blanco.
Las zonas adyacentes a los ríos son usadas para construir guaridas, asentamientos y letrinas. Las nutrias despejan cantidades significativas de vegetación para construir sus asentamientos. Un reporte describe que la extensión de estas áreas alcanza un máximo de 28 m de largo por 15 de ancho y son marcadas por medio de glándulas odoríferas, orina y heces para señalar el territorio. Otras investigaciones hallaron un tamaño promedio de solo una tercera parte de esta extensión. Los sitios comunales de defecación (letrinas) se ubican en un lugar adyacente a los asentamientos y las guaridas; estas guaridas, que poseen varias entradas, se excavan generalmente en árboles caídos o bajo sus raíces. Se reportó un número de entre tres y ocho asentamientos agrupados alrededor de un área de alimentación. En la época de inundaciones (temporada de lluvias), las nutrias pueden abandonar su hogar dispersándose por la selva inundada en busca de presas. Existen sitios preferidos que pueden ser ocupados permanentemente y se ubican a menudo en sitios altos. Estos pueden ser bastante extensos con «puertas traseras» hacia la selva y pantanos adyacentes, las cuales les permiten alejarse de los cursos de agua. No todos los sitios son marcados u ocupados diariamente, pero todos son inspeccionados frecuentemente en las mañanas por una pareja de nutrias.
Los estudios de la especie generalmente se realizan en la temporada seca, motivo por el cual la comprensión del hábitat de la nutria es parcial. El análisis, en tres grupos de nutrias del Ecuador, del tamaño y del rango de distribución durante esta época encontró áreas de 0,45 y 2,79 km². Se presume que el espacio requerido y la disponibilidad de este cambia dramáticamente en la estación lluviosa; las estimaciones realizadas en este periodo oscilan entre 1,98 y 19,55 km². Otros investigadores estimaron áreas de 7 km² y notaron una correlación inversa entre la capacidad de socialización y el tamaño del área de distribución; la nutria gigante tiene rangos de distribución más pequeños de lo esperado para una especie de su tamaño. Los reportes sobre la densidad de población varían entre 1,2 animales por km² en Surinam y 0,154 por km² (un animal por cada 6,5 km²) en Guyana.

### Depredadores y competencia
Las nutrias gigantes adultas no poseen enemigos naturales de importancia aparte de los humanos. Se ha sugerido que posiblemente, y en forma ocasional, pueden ser atacadas por jaguares, pumas, caimanes negros, cocodrilos del Orinoco y anacondas, pero no se dispone de información documentada al respecto. Sí se ha documentado de crías capturadas por caimanes negros y yacarés, aunque los adultos permanentemente vigilan a los cachorros. El caimán de anteojos es otro depredador potencial, pero según lo observado en Surinam no se encontró evidencia de conflicto con esta especie. Dentro del agua, la nutria se encuentra amenazada por animales como la anguila eléctrica y la raya que son potencialmente mortales para esta, si se tropieza accidentalmente con ellas; las pirañas al momento de ser capturadas son capaces de propinarles mordidas como lo evidencian las cicatrices en algunos individuos.
A pesar de la ausencia de depredadores directos la nutria gigante debe afrontar la competencia de otras especies por los recursos alimentarios. Se ha registrado interacción con el lobito de río; sin embargo, a pesar de que las dos especies comparten zonas de distribución durante algunas épocas del año, no parece existir conflictos entre ellas.
El lobito de río es más pequeño, menos social, menos ruidoso y más tímido con los humanos que la nutria gigante. Debido a que pesa alrededor una tercera parte que la nutria gigante es más vulnerable a la depredación, y por ello, la falta de notoriedad se convierte en una ventaja. Adicionalmente, los hábitos del lobito de río son nocturnos o crepusculares reduciendo la posibilidad de interacción con la nutria gigante que es activa solo durante el día. Por último, las interacciones son escasas también debido al menor tamaño de las presas, la diferencia en la ubicación de los asentamientos, y la preferencia por sitios de pesca diferentes.
Otras especies competidoras que se alimentan de presas similares a la nutria son: los caimanes, peces grandes que tienen regímenes piscívoros, gimnótidos como la anguila eléctrica y grandes siluriformes como el pez gato. Dos delfines de río, el tucuxi y el delfín rosado, potencialmente pueden competir con la nutria gigante, pero la ocupación de hábitats diferentes y la diferencia en las preferencias dietéticas sugieren una interacción mínima.

## Conservación
En 1999, en la Lista Roja de la UICN, se catalogó la nutria gigante como especie en peligro de extinción. Desde 1982, ya se había considerado como especie vulnerable cuando los primeros datos poblacionales de la especie estuvieron disponibles. El comercio de la especie y sus productos es ilegal a nivel internacional bajo la regulación de la Convención sobre el Comercio Internacional de Especies Amenazadas de Fauna y Flora Silvestres (CITES), dentro del cual se incluye en el Apéndice I.
El Pteronura brasiliensis fue declarado monumento natural de la provincia de Misiones en Argentina mediante la ley n.º 3320 sancionada el 22 de agosto de 1996.

### Amenazas
La especie enfrenta varias amenazas que son críticas para su supervivencia. Después de la década de 1960, la caza por parte de los humanos se convirtió el principal problema para su conservación. Las estadísticas muestran que entre 1959 y 1969, solamente de la Amazonía brasilera, se capturaron por su piel entre 1000 y 3000 individuos al año. La especie fue diezmada a tal extremo, que el número de ejemplares capturados se redujo a sólo 12 capturas en 1971. La implementación de la CITES en 1973 redundó finalmente en una reducción significativa de la caza; sin embargo, la demanda de su piel no desapareció por completo: en la década de 1980, el precio de esta alcanzaba los 250 dólares en el mercado mundial. La amenaza para la nutria gigante se acentúa por la falta de precaución de la especie y su intrepidez sobre todo al momento de acercarse a los humanos; al ser activas durante todo el día y por su gran curiosidad son presa fácil para los cazadores. Esta especie en particular es muy vulnerable a la caza, debido a que alcanza la madurez sexual relativamente tarde y a sus interacciones sociales complejas.
Desde la década de 1980, la destrucción y degradación de su hábitat se convirtió en el principal problema para este mamífero. En 2004, se calculó que la especie enfrentaría una disminución de su población de hasta un 50 % en los siguientes 20 años (aproximadamente tres generaciones). Por lo general, la invasión a su hábitat inicia con la incursión de los madereros en la selva, privando de vegetación a las riberas de los ríos; posteriormente, los agricultores inician su actividad agotando los suelos y alterando el ambiente. Como resultado de la actividad humana, el rango de distribución de la especie se han restringido a sectores aislados entre sí. Esto dificulta a los ejemplares jóvenes que recién han alcanzado la madurez encontrar nuevos territorios y crear grupos familiares. Otras amenazas específicas son dependientes de actividades industriales; incluye la explotación no sustentable de caoba en las áreas de distribución de la nutria, y la concentración elevada de mercurio en los peces que constituyen su dieta, un desecho de la explotación de oro. Los contaminantes del agua que afectan la especie provienen de los desechos de la explotación minera, la extracción de combustibles fósiles y la agricultura; esta última es responsable del depósito de pesticidas y otros compuestos químicos que afectan todos los eslabones de la cadena alimenticia, causando envenenamiento en depredadores como la nutria gigante.
Una amenaza adicional para la nutria gigante proviene del conflicto con los pescadores, quienes a menudo consideran la especie como una amenaza. El ecoturismo también representa un desafío: mientras este recauda fondos y contribuye a sensibilizar a la población respecto a la conservación de la especie, por su naturaleza también representa un riesgo para la nutria, por los medios tecnológicos usados y la perturbación directa de su entorno. Algunas restricciones en el uso del suelo y la intrusión de los humanos son requeridas para mantener la población en su medio natural. Se han propuesto zonas libres de presencia humana, donde la observación de la especie sea realizada desde torres y plataformas de observación. Para proporcionar protección adicional a la especie se ha sugerido limitar el número de turistas permitidos por vez, implementar una prohibición de pesca cerca a los asentamientos, y una distancia mínima de observación de 50 metros.

### Distribución y población

La Guayana es uno de los últimos baluartes de la especie. En Surinam conserva una cubierta forestal extensa y muchas áreas protegidas.

La nutria gigante ha perdido cerca del 80 % de su hábitat original en América del Sur. Según lo publicado en la Lista Roja de la UICN los países en los cuales se distribuye son: Bolivia, Brasil, Colombia, Ecuador, Guayana Francesa, Guyana, Paraguay, Perú, Surinam y Venezuela. En Argentina habitó los Esteros del Iberá hasta la década de 1990, cuando la caza furtiva la llevó a su extinción. Recientemente ha sido reintroducida en dichos esteros por el Proyecto Iberá. De igual forma hay registros a mediados de los 2000 en el norte de la Provincia de Misiones y durante mayo de 2021 en la provincia del Chaco. Debido a extinciones locales el área de distribución de la especie, esta se ha hecho discontinua. El total de la población es difícil de estimar. Un estudio de la UICN en 2006 sugirió una cifra de 1000 a 5000 nutrias. La especie en Bolivia, antes de la caza intensa entre las décadas de 1940 y 1970 por parte de los humanos, tenía una amplia distribución; en 2002 se estimó la población en una reducida cifra de 350 animales. Posiblemente, la especie ha desaparecido del sur de Brasil, pero al occidente del país la disminución de la caza en el Pantanal ha permitido una recolonización exitosa; una estimación calcula 1000 o más animales en la región.
Para 2006, la distribución de la especie se restringía a la Amazonía brasilera y sus zonas limítrofes. En Surinam, todavía existen extensas regiones selváticas y un sistema extenso de áreas protegidas, dentro de las cuales habita la nutria. Sin embargo, para el año 2000, a causa del incremento en la presencia humana y el uso de la tierra, se creía que tarde o temprano la especie no estaría en capacidad de hallar sitios adecuados para establecer asentamientos.
Aparte de Surinam, otros países suramericanos han tomado la iniciativa designando áreas protegidas para su conservación. En 2004, el gobierno del Perú creó una de las áreas de conservación más grandes en el mundo, el parque nacional Alto Purús, con una extensión comparable al tamaño de Bélgica. El parque alberga muchas plantas y animales amenazados, incluyendo la nutria gigante, y posee el récord mundial de diversidad de mamíferos. En 2001, Bolivia convirtió una zona de pantanos más grande que Suiza en reserva de agua dulce, la cual es también hogar de la especie.

## Interacción con los aborígenes
A través de su rango de distribución la nutria gigante interactúa con aborígenes americanos, quienes todavía realizan cacería y pesca tradicionales. Un estudio de cinco comunidades indígenas en Colombia sugiere que su actitud hacia la especie constituye una amenaza para ésta. Las nutrias son vistas como animales nocivos que interfieren con las faenas de pesca y por ello en ocasiones son eliminadas. Aunque se les ha hablado de la importancia de esta especie para el ecosistema y el peligro de extinción en el que se halla, los nativos muestran poco interés en coexistir con este animal. Los niños en edad escolar, sin embargo, tienen una percepción positiva de la especie.
En Surinam, la especie no es blanco tradicional para los humanos nativos, lo cual le ofrece cierta protección. En esta zona, las nutrias en ocasiones se ahogan en las redes de pesca colocadas en los ríos y se ha encontrado evidencia de ataques con machete por parte de los pescadores; a pesar de ello, en general son toleradas en la región. Sin embargo, en 2002, se advirtió un cambio en el comportamiento de los estos animales en otras ocasiones muy inquisitivos, en el cual mostraron reacciones de evitación con pánico visible al observar los botes aproximándose. La tala de los bosques, la caza y la captura de cachorros pueden haber provocado que los grupos se hayan tornado más precavidos al descubrir actividad humana. Los nativos en ocasiones capturan crías como parte del comercio ilícito de especies exóticas o como mascotas para sí mismos, sin embargo, el animal crece rápidamente hasta hacerse inmanejable. En el rancho Karanambo en la Guyana, se realiza un trabajo de rehabilitación para nutria gigantes huérfanas y rescatadas del cautiverio.